# Szeryf

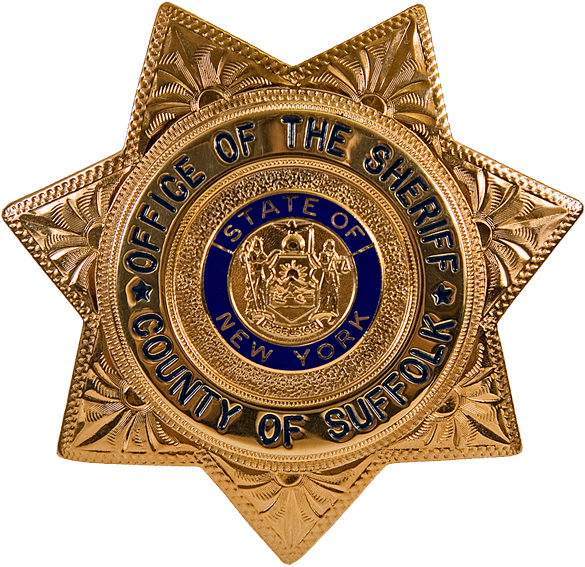
Charakterystyczne dla amerykańskich szeryfów i ich zastępców są odznaki w kształcie gwiazdy. Kolor, liczbę ramion i detale reguluje prawo lokalne. Na zdjęciu gwiazda szeryfa hrabstwa Suffolk w stanie Nowy Jork. W centrum pieczęć stanowa.

Szeryf (ang. sheriff) – urząd w systemie prawodawstwa angielskiego, szkockiego i amerykańskiego, także stanowisko osoby piastującej ten urząd. Tytuł szeryfa wywodzi się ze średniowiecznej Anglii, gdzie oznaczał urzędnika królewskiego na terenie hrabstwa (ang. shire reeve).

## Stany Zjednoczone
W Stanach Zjednoczonych szeryf jest zazwyczaj – wybieralnym przez mieszkańców na okres od roku do czterech lat – funkcjonariuszem sił porządkowych na terenie hrabstwa lub miejscowości. Biuro szeryfa znajduje się przeważnie w stolicy danego hrabstwa. Większość szeryfów nadzoruje także więzienia (County Jail), w których mogą być przetrzymywani aresztowani np. oczekujący na rozprawę sądową.
Biuro szeryfa składa się z następujących urzędników:
- szeryf – najwyższy wybieralny przedstawiciel sił porządkowych na terenie hrabstwa, gminy lub miejscowości;
- wiceszeryf – zastępca szeryfa, przeważnie również wybierany przez mieszkańców;
- zastępca szeryfa – urzędnik, który w imieniu szeryfa wypełnia obowiązki biura;
- zastępca szeryfa ds. zatrzymań – zastępca, który nadzoruje więzienie;
- koroner szeryfa – lekarz dokonujący sekcji zwłok;
- dyspozytor – urzędnik, który obsługuje centralę telefoniczną.